# تست (فیلم ۲۰۱۵)
تست بازیگری (انگلیسی: The Audition) یک فیلم کوتاه آمریکایی به کارگردانی مارتین اسکورسیزی است که در سال ۲۰۱۵ منتشر شد. از بازیگران آن می‌توان به لئوناردو دی‌کاپریو، مارتین اسکورسیزی، برد پیت، و رابرت دنیرو اشاره کرد.

## خلاصه داستان
بازیگران رابرت دنیرو و لئوناردو دیکاپریو در هتل "سیتی آو دریمز" در مانیل با مارتین اسکورسیزی، کارگردان، ملاقات می‌کنند. هر دو بازیگر برای ایفای نقش در جدیدترین فیلم اسکورسیزی که درباره یک تاجر بی‌رحم و مالک یک زنجیره بین‌المللی کازینو است، تست بازیگری می‌دهند. با وجود سابقه طولانی همکاری هر دو با اسکورسیزی، آنها متوجه می‌شوند که برای یک نقش مشترک با هم رقابت می‌کنند.  
اسکورسیزی در حالی که به همراه آنها به استودیو سیتی در ماکائو می‌رود، جزئیات نقش را برای این دو همکار قدیمی خود توضیح می‌دهد. دنیرو و دیکاپریو در حالی که به صحبت‌های او گوش می‌دهند، با ارائه دلایل خود درباره مناسب بودنشان برای این نقش، اسکورسیزی را خسته می‌کنند. هنگام صرف شام در هتل، اسکورسیزی با دیدن بیلبوردی از برد پیت، بازیگر، ایده‌ای به ذهنش می‌رسد.  
سپس این سه عازم ژاپن می‌شوند. اسکورسیزی اعلام می‌کند که هیچ یک از آنها برای این نقش مناسب نیستند و به سرعت از آنها جدا می‌شود. در حالی که دنیرو و دیکاپریو از دلیل این تصمیم متعجب هستند، اسکورسیزی را می‌بینند که با برد پیت - که به طور ناگهانی به ژاپن آمده - ملاقات می‌کند. پیت چند دیالوگ را اجرا می‌کند، اما اسکورسیزی چندان تحت تأثیر قرار نمی‌گیرد.  
دنیرو و دیکاپریو متوجه می‌شوند که پیت برای این نقش انتخاب شده است و با ناامیدی آنجا را ترک می‌کنند. با پایان یافتن مراحل تست، آنها تصمیم می‌گیرند باقی شب را در ژاپن در کنار هم بگذرانند.  